# ニルス・グスタフ・ダレーン
ニルス・グスタフ・ダレーン（Nils Gustaf Dalén、1869年11月30日 - 1937年12月9日）は、スウェーデンのエンジニア、企業家である。スウェーデンのAGA社の創業当時からの一員であり、ダレーン式灯台やAGAクッカー（オーブンの一種）などを発明した。1912年には「灯台や灯浮標（ブイ）などの照明用ガス貯蔵器用の自動調節機の発明」でノーベル物理学賞を受賞した。

## 生涯

### 前半生
スウェーデン、ヴェストラ・イェータランド県の小さな村ステンストルプに生まれた。実家は農場を経営しており、ダレーンはそれを拡張して種や日用品を売る市場を開設した。1892年、牛乳の乳脂肪分を調べる装置を発明し、ストックホルムに行ってそれをグスタフ・ド・ラバルに見せた。ド・ラバルは独学でそれを発明したダレーンに感心し、技術教育を受けるよう勧めた。ダレーンはチャルマース工科大学に入学し、1896年には博士号を取得した。卒業後1年間、ダレーンはチューリッヒ工科大学の Aurel Stodola に師事した。その後、Henrik CelsingとDalén & Celsing社を設立。1901年には Svenska Carbid & Acetylen 社(後のAGA社)で働くようになった。
不可能なアイデアにも果敢に挑戦するという点では、ダレーンはド・ラバルと同じ系統の発明家だったが、同時に彼は経営者としての用心深さも備えていた。ダレーンが生きていたころのAGA社はスウェーデンでも最も革新的な企業であり続け、次々と様々な新製品を発売した。1970年代になるとAGA社は多くの部門を切り捨て、工業用ガス製造のみに専念するようになった。
ダレーンは1901年に結婚し、2人の息子と2人の娘をもうけた。

### 発明家として、企業家として

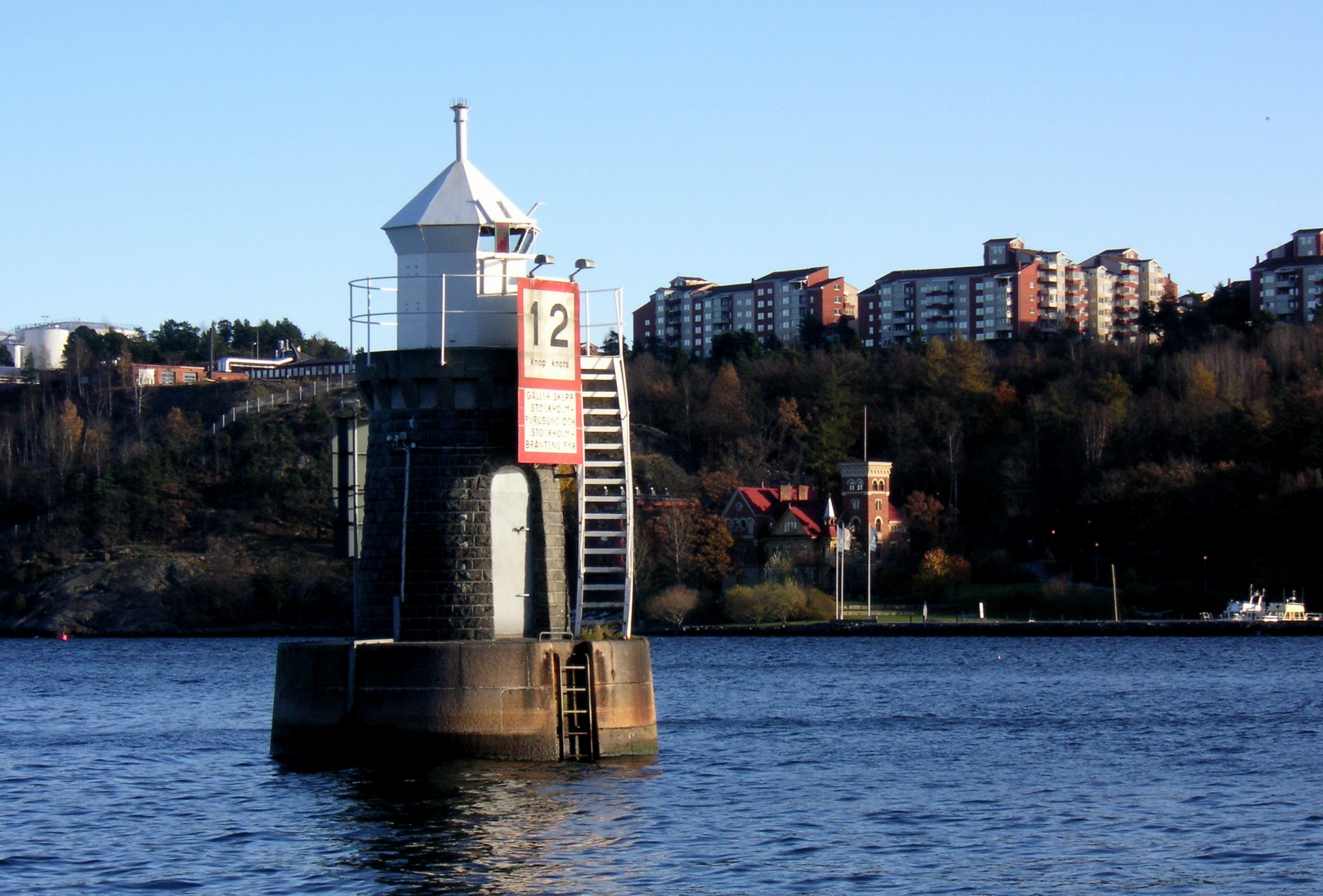
1912年にAGA社がストックホルムの近くに建てた灯台。1980年に電化する際、1912年以来一度も保守されていないにもかかわらず、ソルベンチルが機能し続けていたことが判明した。

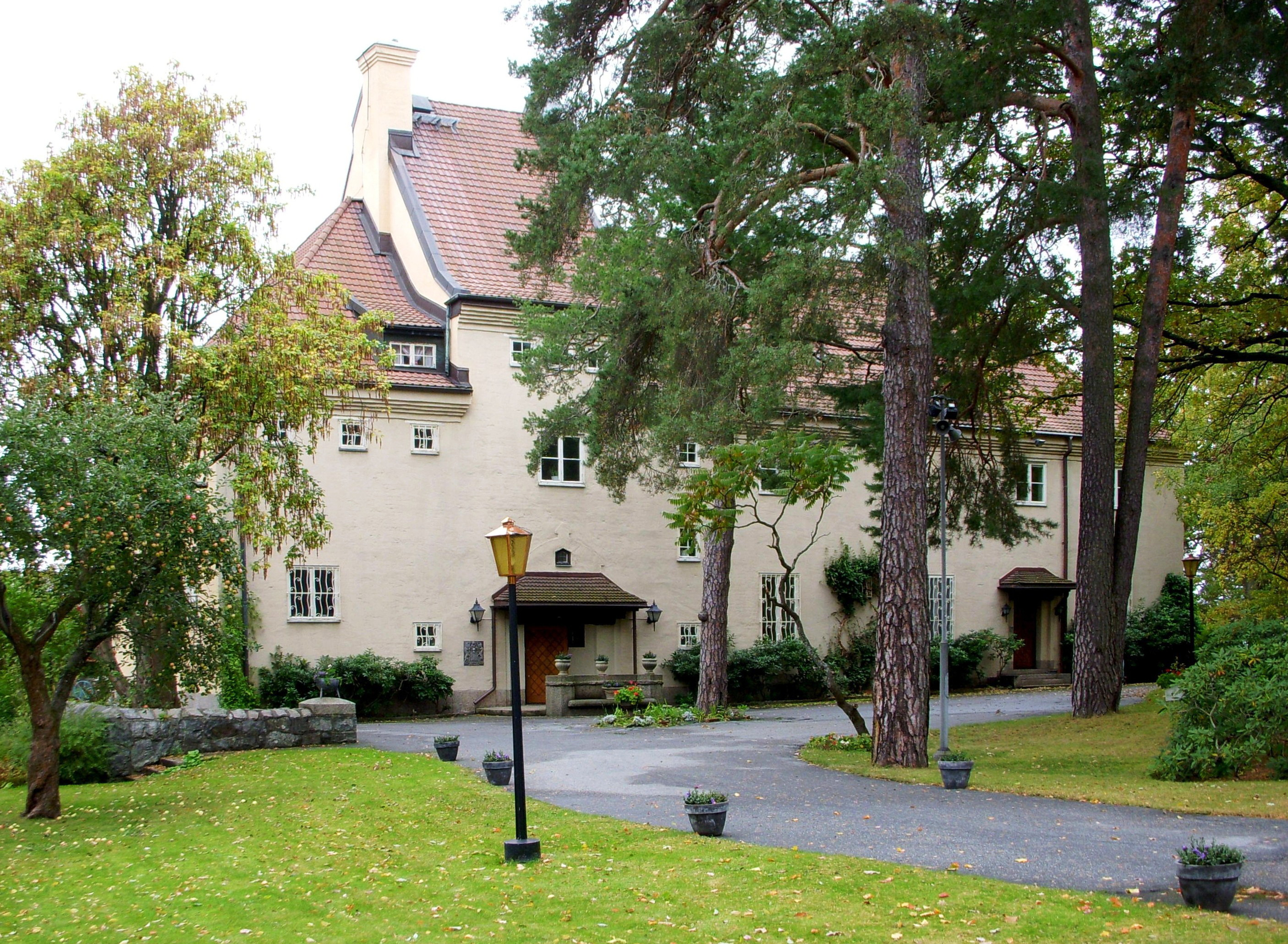
ダレーンが1912年に建てた家。現在は駐スウェーデン・カナダ大使の住まいになっている。

ダレーンがまず研究したのはアセチレン（IUPAC: エチン）で、非常に爆発しやすい炭化水素ガスである。ダレーンはガスを吸収し安全に貯蔵・輸送できるようにする多孔質の Agamassan (Aga) を発明した。これを用いて、灯台の照明用燃料にアセチレンを使えるようにした。アセチレンを燃焼させた火はそれまでのLPGに比べると発光が強く白色であり、多くの灯台で使われた。
さらに暗くなったら自動的に点火し夜が明けたら自動的に消火する自動調節器ソルベンチル（solventil、すなわち太陽バルブ）を発明。また、'Dalen Flasher' は種火を除けば周期的に光を強めるときだけガスを消費するようにした装置である。AGA社はこれらの発明を使って、電力も不要で従来の1/10のガス消費量で長寿命で保守の工数を減らした灯浮標を製作し、航海の安全に貢献した。
1906年、ダレーンは技術主任となり、1909年にAGA社に改組されたときには社長に就任した。AGA社はダレーン式の灯台や灯浮標を製造し、1912年ごろには大きな工場がリディンゲに完成し、AGA社はストックホルムからリディンゲに移転した。スカンディナヴィアの複雑な海岸では、AGA社のブイが大いに使われ、パナマ運河でもAGA社の灯台がその全長に渡って設置された。

### 1912年の事故

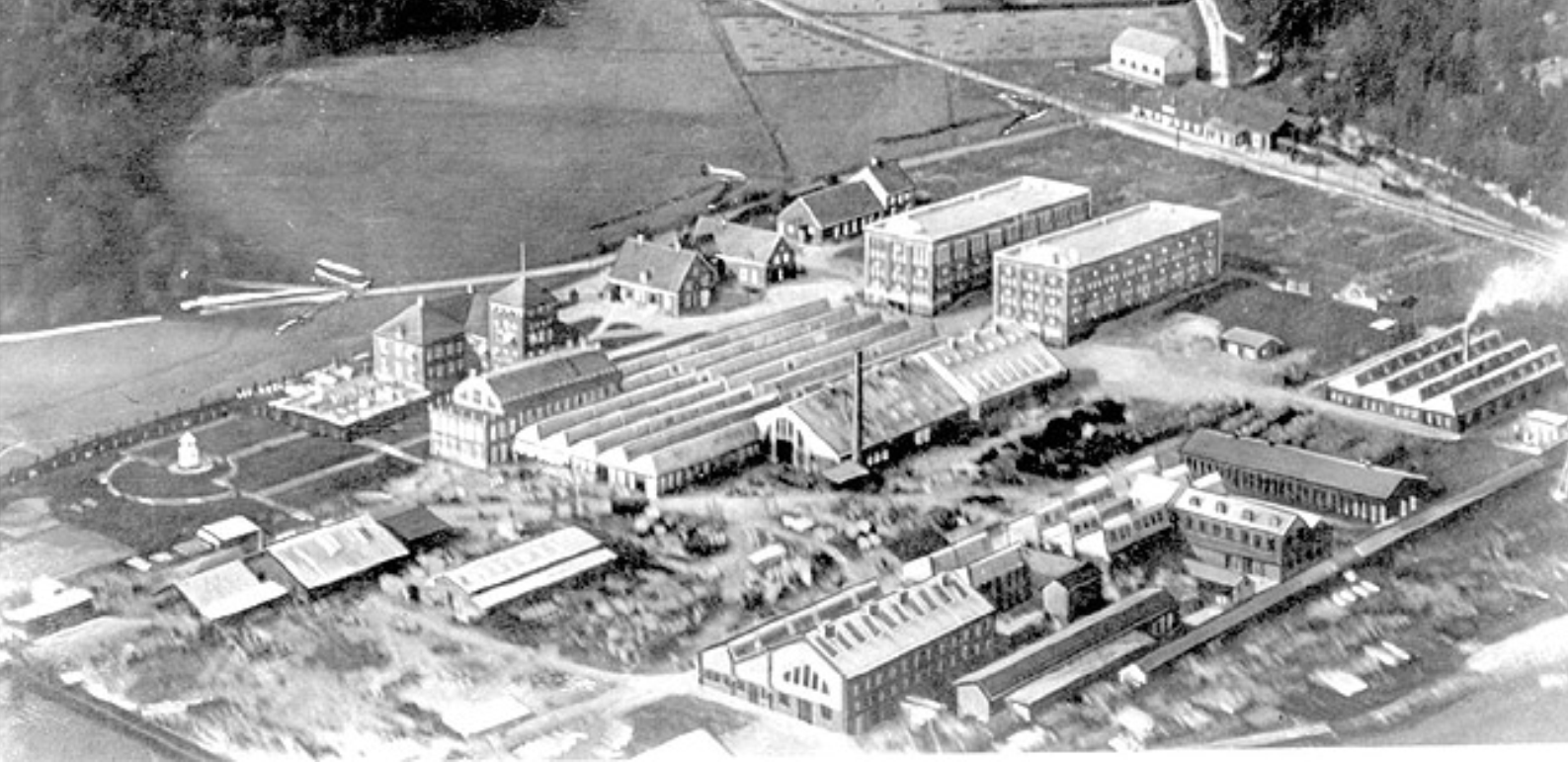
1920年代のAGA社の製造・開発拠点

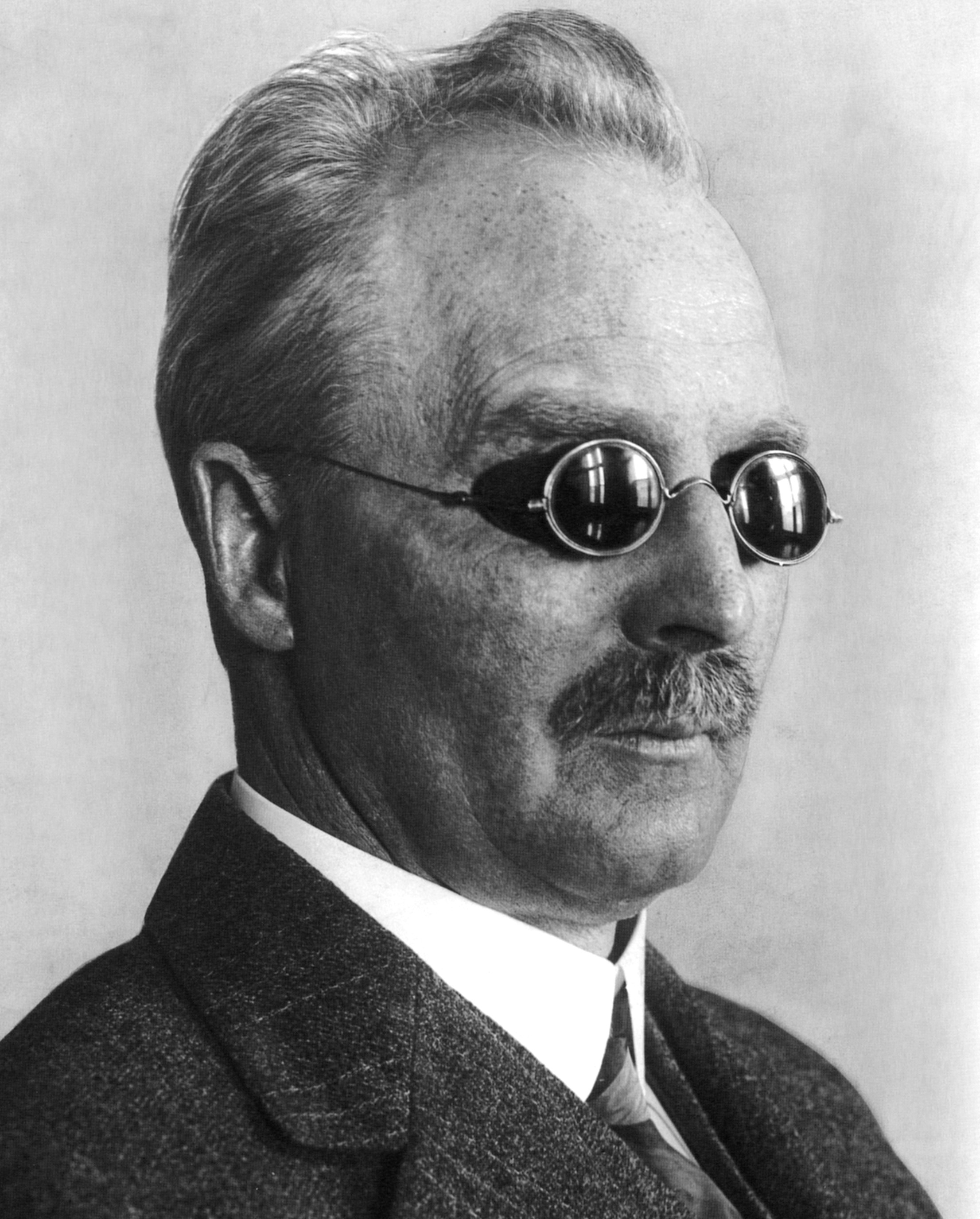
1926年のダレーン

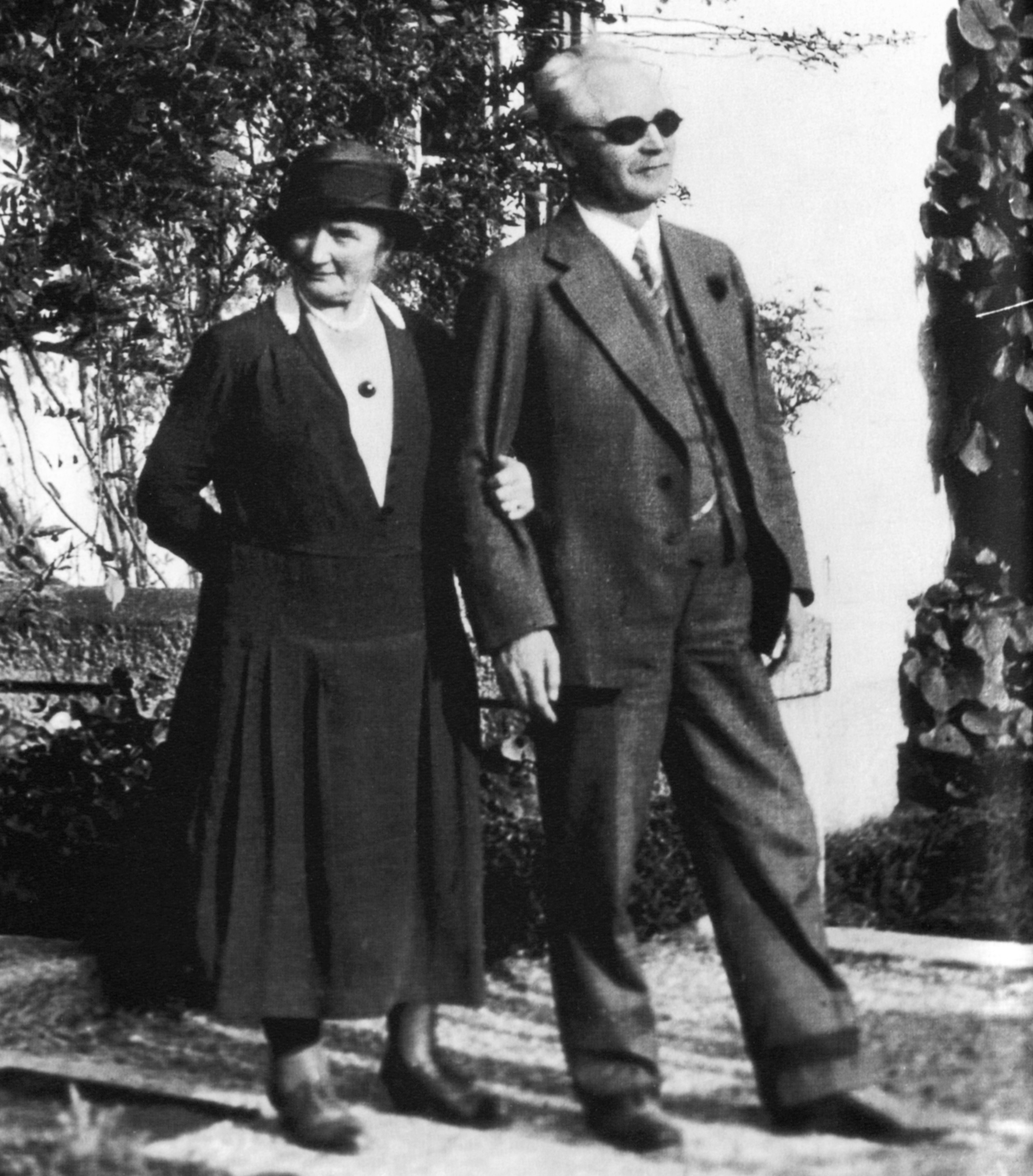
ダレーンと妻(1937年)

1912年、アセチレン蓄積器の最大耐圧を計測する試験中（爆発するまでアセチレンの圧力を高める試験）、そのうちの1つが爆発せずに小さな炎しか出していなかった。よく見ようとダレーンがそれを覗き込むと突然爆発し、ダレーンは傷を負い失明した。仕事に復帰できるようになるまで数カ月を要した。
同年、ダレーンは「灯台や灯浮標（ブイ）などの照明用ガス貯蔵器用の自動調節機の発明」でノーベル物理学賞を受賞した。この受賞には若干の同情による配慮があったとされる。授賞式には出席できず、代わりに兄弟で眼科医のアルビン・ダレーン（カロリンスカ研究所所属）が出席した。授賞式でのスピーチでは、個人の安全を犠牲にしてまで品質確保につとめたダレーンをアルフレッド・ノーベルと対比させた賛辞が述べられた。
ダレーンは1913年には社長に復帰し、1937年まで経営を続けた。
1929年にはAGAクッカー (AGA cooker) というオーブンを発明した。1912年に会社がリディンゲに移転した際に建てた自宅で主にその試験を行った。なお、ダレーン本人は自宅の完成前に失明したため、その姿を自分の目で見ていない。AGAクッカーの開発では、家族が温度を測定したり、空気の流れを調べたりと、様々な面で協力した。ダレーンは生涯に100以上の特許を取得した。

## 受賞・栄誉
- ノーベル物理学賞 (1912)
- スウェーデン王立科学アカデミー会員